# Eunotela tropica
Eunotela tropica är en fjärilsart som beskrevs av William Schaus 1894. Eunotela tropica ingår i släktet Eunotela och familjen tandspinnare. Inga underarter finns listade i Catalogue of Life.